# S.S.1
Der S.S.1 war das erste Automobil mit eigenständigem Chassis, das die auf die Fertigung sportlich-eleganter Karosserien für Chassis von Austin, Wolseley und Standard spezialisierte Swallow Coachbuilding Co. herausbrachte. Als indirekter Vorgänger könnte der Standard-Swallow 16 HP angesehen werden, ein von Swallow auf dem unveränderten Chassis des Standard 16 HP „Ensign“ als sportliche Limousine karossiertes Modell, das 1935 in wenigen Exemplaren entstand.

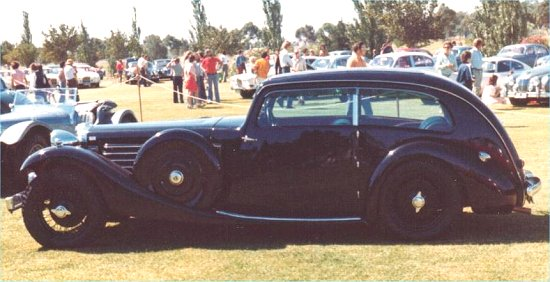
S.S.1 Airline Saloon (1935)

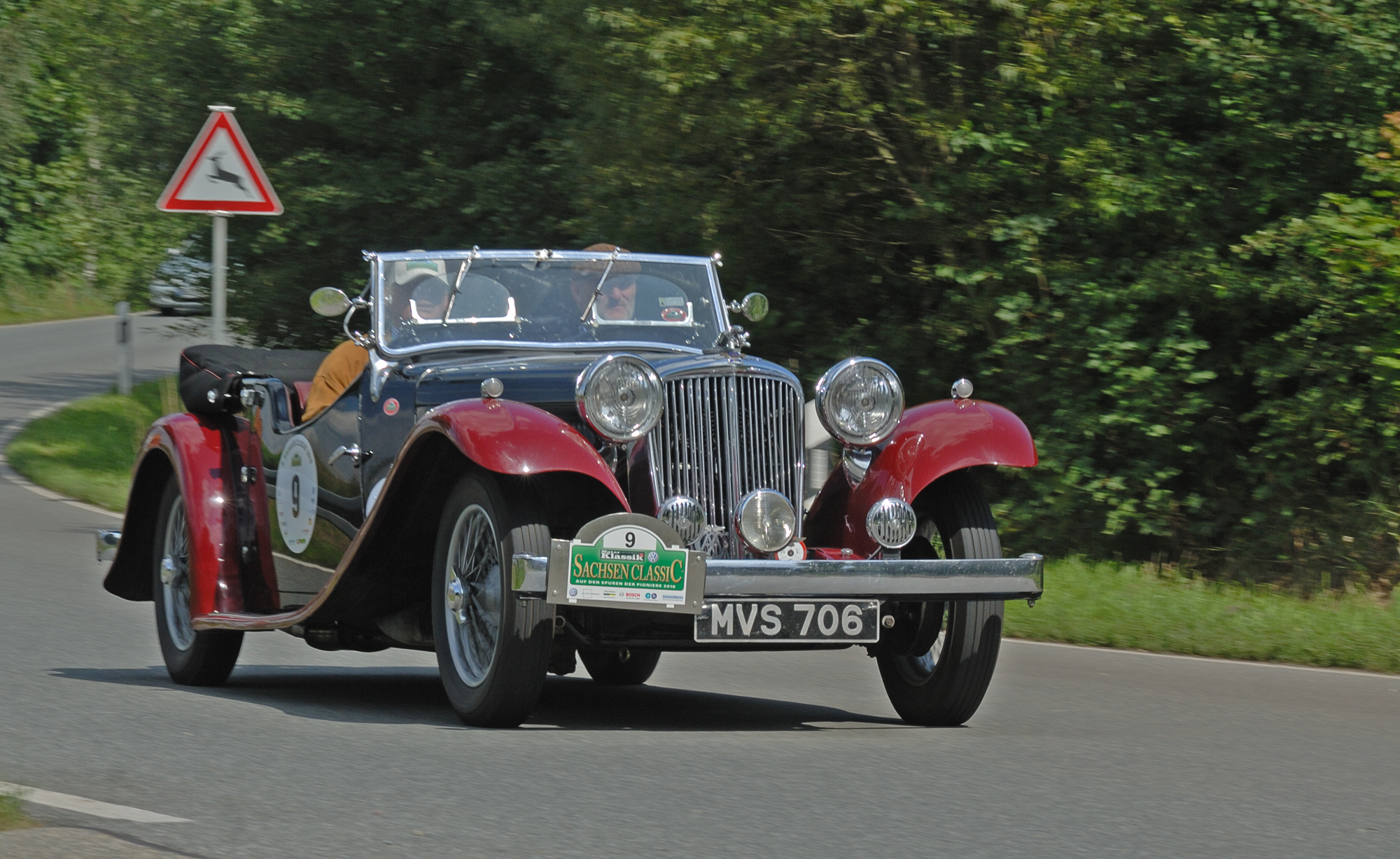
S.S.1 Roadster (1935)

Der S.S. 1 kam im Oktober 1931 als zweitüriges Coupé auf den Markt, mit vinylbezogenem festem Dach und funktionslosen Sturmstangen (eigentlich ein Gestänge zum Spannen eines Verdecks) an den Seiten, was den falschen Eindruck eines Cabriolets vermittelte (Faux Cabriolet). Er hatte einen Sechszylinder-Reihenmotor mit 2054 cm³ Hubraum (16 HP, tax horsepower) und 45 bhp (34 kW) oder 2552 cm³ Hubraum (20 HP) mit rund 55 bhp (41 kW). Beide Motoren lieferte Standard einschließlich der fertig montierten Chassis. Über ein Vierganggetriebe mit Mittelschaltung wurden die Hinterräder angetrieben. Die Höchstgeschwindigkeit lag bei 110 km/h.
Der S.S. 1 erhielt bereits nach einem Jahr, im Herbst 1932, eine veränderte und größere Karosserie, mit der er als Viersitzer angesehen werden konnte. Die Motoren wurden geringfügig stärker. Ab Anfang 1933 wurde der Wagen auch als offener viersitziger Tourer und ab Herbst 1933 als Saloon mit hinteren Seitenfenstern anstelle der verchromten Sturmstangenimitationen angeboten. Gleichzeitig wurde bei beiden Motorgrößen der Hub auf die bei Jaguar bis 1992 verwendeten 106 mm erhöht, was 2143 und 2663 cm³ Hubraum ergab. Wegen der gleich gebliebenen Zylinderbohrung änderten sich die „tax horsepower“ nicht. Das so motorisierte Auto fuhr bis zu 125 km/h schnell. 1934 gewannen Charles Needham und Sydney Light mit einem S.S. 1 bei der Rallye Monte Carlo den „Concours de Confort“.
Ein modischer „Airline Saloon“ war ab Herbst 1934 im Programm, nachdem das Coupé nicht mehr offiziell angeboten wurde, gleichwohl aber auf Sonderwunsch lieferbar blieb. Von nun an hatten die Motoren serienmäßig zwei Vergaser und ein noch höheres Verdichtungsverhältnis, sodass der 20-HP-Motor fast 70 bhp (52 kW) erreichte. Anfang 1935 kam schließlich das Drophead-Coupé heraus, das sich vom Tourer durch ein aufwendig konstruiertes, gefüttertes und im Kofferraum versenkbares Verdeck unterschied.
Als die Herstellung des S.S. 1 im Juli 1935 eingestellt wurde, waren insgesamt 4250 Stück produziert worden. Die als Jahrgang 1936 angebotenen S.S. 1 waren  unverkaufte Exemplare des Modelljahrs 1935, die mit einem größeren Kühlergrill versehen waren. Nachfolger war der S.S. Jaguar 2 ½ Litre Saloon.

## Produktionszahlen Jaguar SS ONE Serie 1 bis 3
Gesamtproduktion laut dieser Quelle 4.229 Fahrzeuge von 1931 bis 1936
|                                                           | Jahr | 1931 | 1932 | 1933 | 1934 | 1935 | 1936 | Summe |
| --------------------------------------------------------- | ---- | ---- | ---- | ---- | ---- | ---- | ---- | ----- |
| Jaguar SS ONE Serie 1 mit 2054 cm³ und 2552 cm³ Coupé     |      | *    | *    |      |      |      |      | 502   |
| Jaguar SS ONE Serie 2 mit 2054 cm³ und 2552 cm³ Coupé     |      |      | *    | *    |      |      |      | 1099  |
| Jaguar SS ONE Serie 2 mit 2054 cm³ und 2552 cm³ Tourer    |      |      |      |      | *    |      |      | 150   |
| Jaguar SS ONE Serie 3 mit 2143 cm³ und 2663 cm³ Coupé     |      |      |      | *    | *    | *    | *    | 1353  |
| Jaguar SS ONE Serie 3 mit 2143 cm³ und 2663 cm³ Airline   |      |      |      |      | *    | *    | *    | 624   |
| Jaguar SS ONE Serie 3 mit 2143 cm³ und 2663 cm³ Tourer    |      |      |      | *    | *    | *    | *    | 401   |
| Jaguar SS ONE Serie 3 mit 2143 cm³ und 2663 cm³ Cabriolet |      |      |      |      |      | *    |      | 100   |
| Summe                                                     |      |      |      |      |      |      |      | 4.229 |